# Sinagoga Židovske općine Zagreb
Židovska općina Zagreb nalazi se u Palmotićevoj ulici na broju 16, u gradskoj četvrti Donji grad.
Osnovana je 1806. godine. Na istoj adresi nalaze se sinagoga, dječji vrtić Mirjam Weiller, Židovski muzej u Zagrebu i ured Židovske općine Zagreb.

## Galerija
- Prednje pročelje zgrade
- Zgrada u kojoj se nalazi sinagoga
- Ploča sačuvana iz Zagrebačke sinagoge
- Natpis sačuvan iz Zagrebačke sinagoge
- Unutrašnjost sinagoge
- Unutrašnjost sinagoge
- Unutrašnjost sinagoge
- Unutrašnjost sinagoge
- Unutrašnjost sinagoge
- Unutrašnjost sinagoge

## Vanjske poveznice
|  | Zajednički poslužitelj ima još gradiva o temi Sinagoga Židovske općine Zagreb |

- Više informacija o židovstvu, radu ŽOZ kao i o ostalim aktivnostima možete pronaći na poveznici: (hrv.)